# Lijst van magisters-generaal van de dominicanen
Dit is een chronologische lijst van de magisters-generaal van de dominicanen, de hoogste autoriteit in deze religieuze orde. Een magister-generaal wordt gekozen voor een termijn van negen jaar, door het generaal-kapittel, dat naar behoefte wordt bijeengeroepen. 
| Naam                               | Periode    | Ordesprovincie/ Land                            | Opmerkingen |
| Dominicus Guzman (H)               | 1216-1221  | Spanje                                          |             |
| Jordanus van Saksen (Z)            | 1222-1237  | Duitsland                                       |             |
| Raymundus van Peñafort (H)         | 1238-1240  | Provincie van Spanje                            |             |
| Johannes von Wildeshausen          | 1241-1252  | Provincie van Duitsland                         |             |
| Humbert de Romans (Z)              | 1254-1263  | Provincie van Frankrijk                         |             |
| Giovanni da Vercelli (Z)           | 1264-1283  | Provincie van Lombardije Italië                 |             |
| Munio de Zamora                    | 1285-1291  | Provincie van Spanje                            |             |
| Étienne de Besançon                | 1292-1294  | Provincie van Frankrijk                         |             |
| Niccolò Boccasini (Z)              | 1296-1298  | Provincie van Lombardije Italië                 |             |
| Albertus de Chiavari               | 1300       | Provincie van Lombardije Italië                 |             |
| Bernard de Jusix                   | 1301-1303  | Provincie van Provence Frankrijk                |             |
| Aymericus Giliani                  | 1304-1311  | Provincie van Lombardije Italië                 |             |
| Béranger de Landore                | 1312-1317  | Provincie van Toulouse Frankrijk                |             |
| Hervé de Nédellec                  | 1318-1323  | Provincie van Frankrijk                         |             |
| Barnaba Cagnoli                    | 1324-1332  | Provincie van Lombardije Italië                 |             |
| Hugh de Vaucemain                  | 1333-1341  | Provincie van Frankrijk                         |             |
| Gerard de Daumar                   | 1342       | Provincie van Toulouse Frankrijk                |             |
| Pierre de Baume                    | 1343-1345  | Provincie van Frankrijk                         |             |
| Garin de Gy                        | 1346-1348  | Provincie van Frankrijk                         |             |
| Jean de Moulins                    | 1349-1350  | Provincie van Toulouse Frankrijk                |             |
| Simon de Langres                   | 1352-1366  | Provincie van Frankrijk                         |             |
| Elias Raymond                      | 1367-1380  | Provincie van Toulouse Frankrijk                |             |
| Raimondo delle Vigne (Z)           | 1380-1399  | Provincie van Regni Italië                      |             |
| Tommaso Paccaroni                  | 1401-1414  | Provincie van Lombardije Italië                 |             |
| Leonardo Dati                      | 1414-1425  | Roomse Provincie Italië                         |             |
| Barthélémy Texier                  | 1426-1449  | Provincie van Provence Frankrijk                |             |
| Pierre Rochin                      | 1450       | Provincie van Provence Frankrijk                |             |
| Guy Flamochet                      | 1451       | Provincie van Frankrijk                         |             |
| Marcial Auribelli                  | 1453-1462  | Provincie van Provence Frankrijk                |             |
| Conradus de Asti                   | 1462-1465  | Provincie van Lombardije Italië                 |             |
| Marcial Auribelli                  | 1465-1473  | Provincie van Provence Frankrijk                |             |
| Leonardo Mansueti                  | 1474-1480  | Roomse Provincie Italië                         |             |
| Salvo Cassetta                     | 1481-1483  | Provincie van Trinacria Italië                  |             |
| Bartolomeo Comazzi                 | 1484-1485  | Provincie van Lombardije Italië                 |             |
| Barnaba Sansoni                    | 1486       | Provincie van Regni Italië                      |             |
| Gioacchino Torriani                | 1487-1500  | Provincie van Lombardije Italië                 |             |
| Vincenzo Bandello                  | 1501-1506  | Provincie van Lombardije Italië                 |             |
| Jean Clérée                        | 1507       | Provincie van Nederland                         |             |
| Tommaso de Vio                     | 1508-1518  | Provincie van Lombardije Italië                 |             |
| Juan García de Loaysa              | 1518-1524  | Provincie van Spanje                            |             |
| Francesco Silvestri                | 1525-1528  | Provincie van Lombardije Italië                 |             |
| Paolo Butigella                    | 1530-1531  | Provincie van Lombardije Italië                 |             |
| Jean du Feynier                    | 1532-1538  | Provincie van Toulouse Frankrijk                |             |
| Agostino Recuperati                | 1539-1540  | Provincie van Lombardije Italië                 |             |
| Alberto de las Casas               | 1542-1544  | Provincie van Andalusië Spanje                  |             |
| Francesco Romeo                    | 1546-1552  | Provincie van Sint Marcus Italië                |             |
| Stefano Usodimare                  | 1553-1557  | Provincie van Lombardije Italië                 |             |
| Vincenzo Giustiniani               | 1558-1570  | Provincie van Lombardije Italië                 |             |
| Serafino Cavalli                   | 1571-1578  | Provincie van Lombardije Italië                 |             |
| Paolo Constabile                   | 1580-1582  | Provincie van Lombardije Italië                 |             |
| Sisto Fabri                        | 1583-1589  | Provincie van Lombardije Italië                 |             |
| Ippolito Maria Beccaria            | 1589-1600  | Provincie van Lombardije Italië                 |             |
| Jerónimo Xavierre                  | 1601-1607  | Provincie van Aragón Spanje                     |             |
| Agostino Galamini                  | 1608-1612  | Provincie van Lombardije Italië                 |             |
| Serafino Secchi                    | 1612-1628  | Provincie van Lombardije Italië                 |             |
| Niccolò Ridolfi                    | 1629-1642  | Roomse Provincie Italië                         |             |
| Tommaso Turco                      | 1644-1649  | Provincie van Lombardije Italië                 |             |
| Giovanni Battista de Marinis       | 1650-1669  | Roomse Provincie Italië                         |             |
| Juan Tomás de Rocaberti            | 1670-1677  | Provincie van Aragón Spanje                     |             |
| Antonio de Monroy                  | 1677-1686  | Provincie van Santiago de Mexico                |             |
| Antonin Cloche                     | 1686-1720  | Provincie van Toulouse Frankrijk                |             |
| Agustín Pipia                      | 1721-1725  | Provincie van Aragón Spanje                     |             |
| Tomás Ripoll                       | 1725-1747  | Provincie van Aragón Spanje                     |             |
| Antonin Bremond                    | 1748-1755  | Provincie van Toulouse Frankrijk                |             |
| Juan Tomás de Boxadors             | 1756-1777  | Provincie van Aragón Spanje                     |             |
| Baltasar de Quiñones               | 1777-1798  | Provincie van Spanje                            |             |
| Pio Giuseppe Gaddi                 | 1798-1819  | Provincie van Lombardije Italië                 |             |
| Joaquín Briz                       | 1825-1831  | Provincie van Aragón Spanje                     |             |
| Francesco Ferdinando Jabalot       | 1832-1834  | Provincie van Lombardije Italië                 |             |
| Benedetto Maurizio Olivieri        | 1834-1835  | Provincie van Lombardije Italië                 |             |
| Tommaso Giacinto Cipolletti        | 1835-1838  | Provincie van Lombardije Italië                 |             |
| Angelo Ancarani                    | 1838-1844  | Provincie van Lombardije Italië                 |             |
| Vincenzo Ajello                    | 1844-1850  | Provincie van Calabrië Italië                   |             |
| Vincent Jandel                     | 1850-1872  | Provincie van Frankrijk                         |             |
| Giuseppe Sanvito                   | 1873-1879  | Roomse Provincie Italië                         |             |
| José Maria Larroca                 | 1879-1891  | Provincie van Spanje                            |             |
| Andreas Frühwirth                  | 1891-1904  | Provincie van Oostenrijk                        |             |
| Hyacinthe-Marie Cormier (Z)        | 1904-1916  | Provincie van Toulouse Frankrijk                |             |
| Ludovicus Theissling               | 1916-1925  | Provincie van Nederland                         |             |
| Buenaventura García de Paredes (Z) | 1926-1929  | Provincie van Nuestra Señora del Rosario Spanje |             |
| Martin Gillet                      | 1929-1946  | Provincie van Frankrijk                         |             |
| Manuel Suárez                      | 1946-1954  | Provincie van Spanje                            |             |
| Michael Browne                     | 1955-1962  | Provincie van Ierland                           |             |
| Aniceto Fernández Alonso           | 1962-1974  | Provincie van Spanje                            |             |
| Vincent de Couesnongle             | 1974-1983  | Provincie van Lyon Frankrijk                    |             |
| Damian Byrne                       | 1983-1992  | Provincie van Ierland                           |             |
| Timothy Radcliffe                  | 1992-2001  | Provincie van Engeland Verenigd Koninkrijk      |             |
| Carlos Azpiroz Costa               | 2001-2010  | Provincie van San Agustín de Argentinië         |             |
| Bruno Cadoré                       | 2010- 2019 | Provincie van Frankrijk                         |             |
| Gerard Francisco Timoner           | 2019 -     | Provincie van PHI                               | [ 1 ]       |